# The Sleep Walker
The Sleep Walker er en amerikansk stumfilm fra 1922 af Edward LeSaint.

## Medvirkende
- Constance Binney som Doris Dumond
- Jack Mulhall som Phillip Carruthers
- Edythe Chapman som Ursula
- Florence Roberts som Mrs. Fabian Dumond
- Bertram Grassby som Ambrose Hammond
- Cleo Ridgely som Mrs. Langley
- Winifred Edwards som Mary Langley